# Águas Claras (District fédéral)

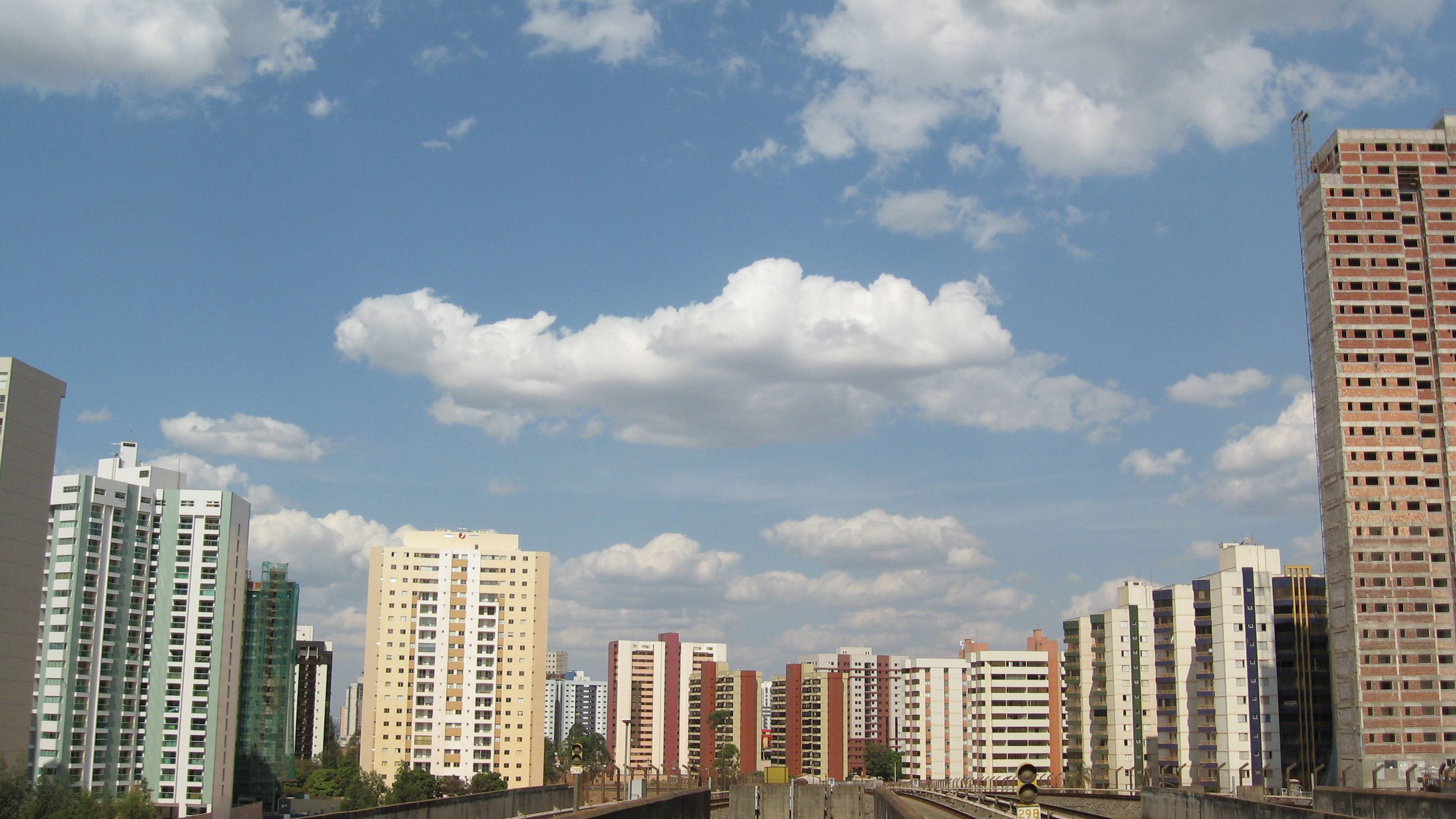
Águas Claras en 2007

Águas Claras est une région administrative du District fédéral au Brésil.